# Martinus Lørdahl

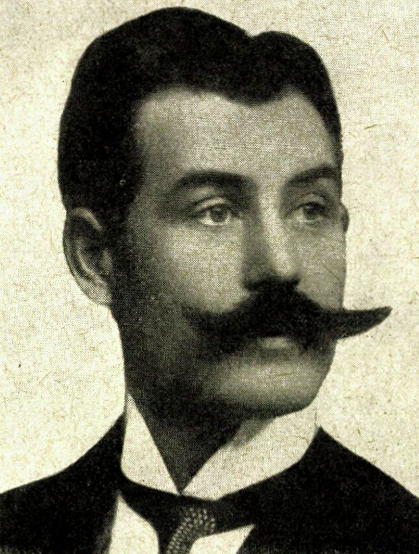
Martinus Lørdahl in 1900

Martinus Lørdahl (Hof, 28 juli 1873 – Oslo, 2 april 1933) was een Noors schaatser.
In 1898 was Lørdahl een van de oprichters van Kristiania Skøiteklub. Rond 1900 was hij een van de beste schaatsers van Noorwegen. In 1905 won hij, als enige Noorse deelnemer, de 500 m op het wereldkampioenschap schaatsen. In 1908 was hij initiatiefnemer van een sportterrein, dat later zou uitgroeien tot het Bislettstadion. Hij was de drijvende kracht achter de aanleg van de eerste tribunes van het stadion, voltooid in 1922, en het nieuwe clubhuis. Het plein ten noordoosten van het Bislettstadion is naar hem vernoemd.
Lørdahl was voorzitter van de Noorse sportfederatie (1905-1907) en de Noorse zwemfederatie (1920-1923 en 1928-1930). Hij was lid van sportclub Tjalve, Kristiania Idrætsforening en Kristiania Skøiteklub. In 1917 werd hij de Noors kampioen bij het kunstschaatsen.
Lørdahl kreeg in 1932 koudvuur en moest een voet laten amputeren. Een jaar later stierf hij waarschijnlijk aan de complicaties daarvan. Hij werd begraven op de begraafplaats van Bekkelaget, nabij Oslo.
Op 17 september 2010 werd er een buste van hem geplaatst bij het Bislettstadion. Deze is gemaakt door Per Ung.